# NGC 979
NGC 979 је спирална галаксија у сазвежђу Еридан која се налази на NGC листи објеката дубоког неба.
Деклинација објекта је - 44° 31' 27" а ректасцензија 2h 31m 38,7s. Привидна величина (магнитуда) објекта NGC 979 износи 12,8 а фотографска магнитуда 13,8. NGC 979 је још познат и под ознакама ESO 246-23, MCG -7-6-14, AM 0229-444, PRC C-14, PGC 9614.